# Agin Azpi
Agin Azpi es el nombre de una variedad cultivar de manzano (Malus domestica). Esta manzana está cultivada en diversos viveros entre ellos algunos dedicados a conservación de árboles frutales en peligro de desaparición.
La manzana 'Agin Azpi' es originaria de Guipúzcoa, obtenida en Larraul ("Caserío Larrola"), parece que procede del caserío "Agiz azpi" de Asteasu, y actualmente se cultiva debido a su sabor insípido amargo para elaboraciones culinarias, y muy apreciada en la elaboración de sidra.

## Sinónimos
- "Manzana Agin Azpi",
- "Agin Azpi-Sagarra".[6][7][8][6]

## Historia
'Agin Azpi' es una variedad de manzana cultivada en el País Vasco, está considerada incluida en las variedades locales autóctonas muy antiguas, cuyo cultivo se centraba en comarcas muy definidas. Se caracterizaban por su buena adaptación a sus ecosistemas y podrían tener interés genético en virtud de su adaptación. Estas se podían clasificar en dos subgrupos: de mesa o de cocina, y de sidra (aunque algunas tenían aptitud mixta). Es muy apreciada en usos en preparados culinarios, y muy importante en la elaboración de sidra en el país vasco por su sabor insípido amargo.
'Agin Azpi' es una variedad obtenida en Larraul ("Caserío Larrola"), parece que procede del caserío "Agiz azpi" de Asteasu. En Zizurkil se la conoce como "Japonesa sagarra". Es una variedad mixta, clasificada como muy buena en la elaboración de sidra, también se utiliza en la cocina por su sabor insípido amargo; difundido su cultivo en el pasado por los viveros comerciales y cuyo cultivo en la actualidad se ha reducido a huertos familiares. Variedad muy abundante en Guipúzcoa, siendo una excelente variedad para elaboración de sidra.

## Características
El manzano de la variedad 'Agin Azpi' tiene un vigor alto, es árbol de mediana producción; florece a finales de abril; tubo del cáliz en forma de embudo corto, y con los estambres situados en su mitad.
La variedad de manzana 'Agin Azpi' tiene un fruto de tamaño pequeño; su forma color y tamaño son parecidos a la 'errezila', forma redondeada, achatada, algo asimétrica con la cavidad peduncular no profunda; piel gruesa, rugosa y no muy cerosa; con color de piel amarillo verdoso, importancia del sobre color alto, sensibilidad al "ruginoso/"russetting" (pardeamiento áspero superficial que presentan algunas variedades) medio a alto, con una maraña parduzca que cubre gran parte de su piel;pedúnculo de tamaño corto, anchura de la cavidad peduncular media, profundidad de la cavidad pedúncular es media; calicina medio y semicerrado, profundidad de la cav. calicina menos profunda, de anchura media; sépalos triangulares en la base apretados.
Carne de color blanco, con textura esponjosa, sin aroma, de cantidad regular de zumo; el sabor característico de la variedad, insípido amargo; corazón de tamaño medio, desplazado. Eje abierto. Cavidades casi imperceptibles. Semillas aristadas, puntiagudas, de tamaño medio, color marrón claro uniforme.
La manzana 'Agin Azpi' tiene una época de recolección a mediados de otoño, madura en octubre, de larga duración. Tiene uso mixto pues se usa como manzana para uso fresco en mesa, y también sobre todo como manzana para la elaboración de sidra, como manzana sidrera es una variedad insípida amarga conocida y estimada entre los sidreros.